# Väster-Hundsjön
Väster-Hundsjön är en sjö i Dorotea kommun i Lappland och ingår i Ångermanälvens huvudavrinningsområde. Sjön har en area på 0,293 kvadratkilometer och ligger 545 meter över havet. Sjön avvattnas av vattendraget Hundsjöbäcken.

## Delavrinningsområde
Väster-Hundsjön ingår i det delavrinningsområde (716297-148708) som SMHI kallar för Mynnar i Harrsjöbäcken. Medelhöjden är 466 meter över havet och ytan är 39,87 kvadratkilometer. Det finns inga avrinningsområden uppströms utan avrinningsområdet är högsta punkten. Hundsjöbäcken som avvattnar avrinningsområdet har biflödesordning 4, vilket innebär att vattnet flödar genom totalt 4 vattendrag innan det når havet efter 254 kilometer. Avrinningsområdet består mestadels av skog (76 procent) och sankmarker (22 procent). Avrinningsområdet har 0,32 kvadratkilometer vattenytor vilket ger det en sjöprocent på 0,8 procent.